# Anita Weyermann
Anita Weyermann, švicarska atletinja, * 8. december 1977, Wynigen, Švica.
Nastopila je na olimpijskih igrah v letih 1996 in 2000, leta 1996 je dosegla štirinajsto mesto v teku na 5000 m. Na svetovnih prvenstvih je leta 1997 osvojila bronasto medaljo v teku na 1500 m, kot tudi na evropskih prvenstvih leta 1998.